# 在コロンビア ドミニカ共和国大使館占拠事件
在コロンビア・ドミニカ共和国大使館占拠事件（ざいコロンビア・ドミニカきょうわこくたいしかんせんきょじけん）は、1980年2月27日にコロンビアのドミニカ共和国大使館が4月19日運動（M-19）に占拠された事件。

## 背景
コロンビアでは1953年から1958年まで軍事政権が続き、1970年の大統領選では軍政時代の指導者グスタボ・ロハス・ピニージャ将軍が優勢に立つも不正選挙で敗退、1974年に国民戦線（FN）体制が終了し民政移管したが、抗議者はゲリラ組織M-19を結成、反米と民族主義を掲げ激しい武力闘争を展開したが、親西側路線を採る政府の弾圧を受けた。
M-19は1978年12月31日、「青いクジラ作戦」を展開。ボゴタの国防省の地下にトンネルを掘削し、5700丁にのぼるライフルを盗み出した。フリオ・セサル・トゥルバイ・アヤラ大統領は悪名高い治安法を発動、作戦に参加したメンバーの多くは逮捕され、盗まれた武器を回収した。M-19に対する弾圧は深刻な人権侵害を引き起こした。
ボゴタのドミニカ共和国大使館は、大使館として利用される前はグスタボ・ロハス・ピニージャ将軍の邸宅だった。この家には秘密のトンネルがあると噂されており、ゲリラが人質と共に脱出することを計画していたが、発見されなかった。

## 経過
1980年2月27日午後12時10分、ボゴタのドミニカ共和国大使館では、ドミニカ共和国の独立記念日を祝賀するパーティーが開催され、アメリカやエジプト、オーストリア、ブラジル、コスタリカ、エルサルバドル、グアテマラ、ハイチ、イスラエル、メキシコ、ドミニカ共和国、スイス、ウルグアイ、ベネズエラなど16か国の大使が出席していた。ソビエト連邦の大使は襲撃直前に大使館を離れた。
M-19の当初の目標はボゴタの日本大使館であった。彼らは1975年8月4日、日本赤軍が起こしたクアラルンプール事件を参考に在ボゴタの日本大使館を占拠し、日本大使を人質にとる計画を立てていたが、当時の日本大使館は高層ビルの最上階にあり、長期の籠城には不向きと判断。平屋建てのドミニカ共和国大使館に変更したという。事件当日、日本大使はパーティーに出席せず、難を逃れた。
ローゼンベルグ・パボン（コマンダンテ・ウノ）率いるM-19の決死隊は4人1組から成る4つのグループで構成されていた。パボン自身の声明によれば、攻撃の1日前まで、彼も他のメンバーもドミニカ共和国大使館の場所を知らなかったという。パーティーの招待客を装って大使館に侵入したパボンは、大使館1階正面玄関の鏡に映った自分の顔におびえてピストルを発砲した。
その発砲音を合図に16人のゲリラが大使館に侵入した。彼らは全員が緑色のトレーニングウエアを着用し、ショットガンを所持していた。大使館の前でサッカーに興じる学生グループを装い、警備の目を誤魔化していた。襲撃時の銃撃戦で犯人の女性1人が死亡した。
この銃撃戦でベネズエラ大使も負傷し、ゲリラの女性1人が頭に負傷して医師の治療を受けた。ゲリラは人道的措置として、負傷したパラグアイの副領事と子供、大使の妻、人質の女性全員を解放した。女性を解放したのは、トイレを男女別に分ける必要があり、監視に手間取るからという理由であった。
コロンビア軍は大使館を包囲し、周辺の建物に狙撃手を配置した。ウルグアイの大使は自力で大使館2階の窓から脱出した。

## 交渉
事件から4日後の3月2日、コロンビア政府と大使館を占拠したゲリラ・グループとの直接交渉が始まった。ゲリラ側の代表カルメンサ・カルドナ・ロンドニョ（ラ・チキ）は政府側の代表ラミロ・ザンブラノ・カルデナス、カミロ・ヒメネス・ビジャルバと大使館の前に駐車された黄色いバンの中で交渉し、メキシコ大使リカルド・ガランも証人および調停者として同席した。
4月21日、米州機構（OAS）人権委員会の代表がコロンビア大統領および閣僚と会談し、コロンビアの人権問題について意見交換した。政府当局者はこれまでにゲリラ側と16回の交渉が行われたことを明らかにした。
52日に及んだ交渉の結果、4月25日、ゲリラは人質を連れてキューバに出国すること、100万ドルから200万ドルの身代金はイスラエル政府が支払うこと、ゲリラ側が要求していた315人以上の政治犯の釈放には応じないことで合意し、代わりに政治犯には恩赦が適用されることが決まった。

## 余波
4月27日午前6時、大使館を占拠したゲリラは最後の人質18人を連れて大使館を退去し、クバーナ航空の特別機でキューバの首都ハバナに到着。人質は現地で全員解放された。
ローゼンベルグ・パボンは1981年3月までキューバに滞在し、80人のゲリラを連れてコロンビアに再上陸したが、ナリーニョ県で逮捕された。1982年12月、彼は恩赦により300人以上の政治犯とともに釈放された。彼は「トゥルバイ・アヤラ大統領が交渉による解決を選択せず、軍事的解決を選択していた場合、ドミニカ大使館事件の結末はより悲劇的なものに終わっていただろう」と語った。
カルメンサ・カルドナ・ロンドニョは1981年4月19日、コロンビアのチョコ県のジャングルでコロンビア国軍との戦闘で死亡したとみられる。
事件から20周年となる2000年、ドミニカ共和国大使館占拠事件を描いたコロンビア、メキシコ、ベネズエラ合作の映画『大使館の奪取』が公開された。